# Nobuo Kaihō
Nobuo Kaihō (海保宜生?, Kaihō Nobuo; 21 dicembre 1941 – Ichikawa, 19 aprile 2015) è stato un cestista, allenatore di pallacanestro e dirigente sportivo giapponese.

## Carriera
Con il Giappone ha preso parte ai Giochi di Tokyo 1964, disputando 8 partite.